# Ginger Rogers
Ginger Rogers, rojena Virginia Katherine McMath, ameriška igralka, pevka in plesalka, * 16. julij 1911, Independence, Missouri, † 25. april 1995, Rancho Mirage.
Velja za eno izmed ikon klasičnega hollywoodskega filma, American Film Institute pa jo je leta 1999 uvrstil na 14. mesto lestvice ženskih filmskih legend. Leta 1940 je prejela oskarja za najboljšo žensko igralko za glavno vlogo v filmu Kitty Foyle. Največjo slavo je dosegla v tridesetih letih 20. stoletja z nastopi v muzikalih RKO Pictures, v katerih je nastopala skupaj s Fredom Astairom. Celo kariero je nastopala tudi v gledališčih, radiju in na televiziji.

## Življenjepis
Virginia Katherine McMath se je rodila v Missouriju kot edini otrok Lele Emogene (roj. Owens; 1891–1977), novinarke, scenaristke in filmske producentke ter Williama Eddinsa McMatha (1880–1925), ki je bil po poklicu elektroinženir.:9, 10:16 Kmalu po njenem rojstvu sta se starša ločila,:1, 2, 11 leta 1915 pa se je Ginger preselila k starim staršem v Kansas City.
Leta 1929 se je poročila s sestričninim bivšim fantom, Jackom Culpepperjem, pevcem, plesalcem in zabaviščnikom, ki je deloval pod imenom Jack Pepper. Zakon je propadel leta 1931, Ginger pa se je po tem vrnila k materi.
Leta 1934 se je poročila z igralcem Lewom Ayresom (1908–96), od katerega se je ločila po sedmih letih zakona.
Leta 1943 se je tretjič poročila, tokrat z igralcem in veteranom druge svetovne vojne Jackom Briggsom. Tretji zakon je propadel leta 1949, leta 1953 pa je sledil četrti. Njen četrti mož je postal šestnajst let mlajši francoski igralec Jacques Bergerac. Ta zakon je propadel leta 1957. Njen peti in zadnji mož je bil režiser in producent William Marshall. Poročila sta se leta 1961, ločila pa leta 1969, domnevno zaradi Williamovih težav z alkoholizmom in zaradi propada njune skupne produkcijske hiše, ki sta jo ustanovila na Jamajki.
Ginger Rogers je umrla naravne smrti na svojem domu v Rancho Mirage.

## Igralska kariera
Njena kariera v zabaviščni umetnosti se je začela leta 1925, ko je kot 14 letno dekle zmagala na plesnem tekmovanju v Charlestonu. Nagrada je bila pol letna turneja z Orpheum Circuit, kjer je nastopala kot Ginger Rogers and the Redheads.
Kariero v filmu je začela leta 1929, ko je dobila vlogo v treh kratkih filmih; Night in the Dormitory, A Day of a Man of Affairs ter Campus Sweethearts. Leta 1930 je podpisala sedem-letno pogodbo s Paramount Pictures.
Med leti 1933 in 1939 je zaslovela v devetih muzikalih produkcijske hiše RKO: Flying Down to Rio (1933), The Gay Divorcee (1934), Roberta (1935), Top Hat (1935), Follow the Fleet (1936), Swing Time (1936), Shall We Dance (1937), Carefree (1938) in The Story of Vernon and Irene Castle (1939), v katerih je bil njen partner Fred Astaire. Naslednji film, ki sta ga posnela skupaj je bil The Barkleys of Broadway (1949), ki je nastal v produkcijski hiši MGM.
Poleg vlog v muzikalih, je Ginger nastopala tudi v drugih filmskih zvrsteh. Tako je v filmuStage Door (1937) zablestela v dramatični vlogi, kasneje pa je nastopila tudi v komedijah, med katerimi so najbolj znane Vivacious Lady (1938) z Jamesom Stewartom, Fifth Avenue Girl (1939) in Bachelor Mother (1939), z Davidom Nivenom.
Vrhunec njene igralske kariere je prišel v letu 1941, ko je prejela oskarja za najboljšo žensko glavno vlogo v filmu Kitty Foyle. V zgodnjih štiridesetih letih 20. stoletja je bila ena najbolj prepoznavnih in ena izmed najbolj cenjenih igralk produkcijske hiše RKO.
Kmalu je prekinila sodelovanje z RKO in je kot prosta igralka posnela več filmov, med katerimi so najbolj znani Tender Comrade (1943), Lady in the Dark (1944) in Week-End at the Waldorf (1945), s katerimi je postala najbolje plačana zvezda Hollywooda.
V začetku 50. let 20. stoletja je začela njena zvezda počasi ugašati, vendar je kljub temu še dobivala posamezne vloge. Tako je leta 1950 nastopila v filmu Storm Warning, v katerem je bil njen soigralec kasnejši ameriški predsednik Ronald Reagan. Leta 1952 je nastopila v dveh komedijah z Marilyn Monroe, Monkey Business s Caryjem Grantom ter We're Not Married!.
Kasneje je začela nastopati na Broadwayu, kjer je dosegla lep uspeh. Leta 1965 je celo dobila vlogo Dolly Levi v predstavi Hello, Dolly!.
Leta 1969 je dobila glavno vlogo v še eni slavni produkciji, Mame, s katero je postala do tedaj najbolje plačana zvezda v zgodovini West Enda. Predstave so se ponavljale 14 mesecev, eden od nastopov pa je bil za kraljico Elizabeto II..
Od petdesetih let dale se je več pojavljala na televiziji. Tako je kot gostja nastopala v treh različnih serijah  Aarona Spellinga: The Love Boat (1979), Glitter (1984) in Hotel (1987). Vloga v seriji Hotel je bila hkrati tudi njena zadnja igralska vloga.